# Orgyia manchurica
Orgyia manchurica är en fjärilsart som beskrevs av Matsumura 1933. Orgyia manchurica ingår i släktet fjädertofsspinnare, och familjen tofsspinnare. Inga underarter finns listade i Catalogue of Life.